# Parátopo

1. Região Fab
2. Região Fc
3. Cadeia pesada
4. Cadeia leve com um domínio variável (V_{L}) e outro constante (C_{L})
Região Fv com o paratopo
6. Regiões bisagra.

O paratopo é o sítio combinatório de um anticorpo que reconhece o antígeno e o lugar onde se unem o antígeno e o anticorpo. O ponto menor do anticorpo região hipervariável que se liga ao antigeno e é chamado de região determinante de complementariedade (CDR). É uma pequena região de 15–22 aminoácidos da molécula do anticorpo chamada região Fv constituída por partes das cadeias pesada e ligeira do anticorpo situada nas extremidades dos braços da molécula de imunoglobulina (com forma de Y).
O receptor de linfócitos B (BCR) tem também paratopos para antígenos, uma vez se trata dum anticorpo integrado na membrana plasmática do linfócito B.
A parte do antígeno na qual se liga o paratopo denomina-se epítopo. A forma do epítopo pode ser mimitizada por um mimotopo, pelo que será também reconhecido pelo paratopo e causará uma resposta imunitária similar. Na figura está representado um anticorpo de linfócito B esquemático comum com as suas partes, no qual as partes internas das extremidades dos braços (o idiótipo, zona no círculo) formam o paratopo, que se liga ao epítopo.